# Флурбіпрофен
Флурбіпрофен (англ. Flurbiprofen, лат. Flurbiprofenum) — синтетичний препарат, що є похідним пропіонової кислоти та належить до групи нестероїдних протизапальних препаратів. Флурбіпрофен може застосовуватися як перорально, так і ректально та сублінгвально. Натепер флурбіпрофен застосовується переважно сублінгвально. За своїм хімічним складом є рацематом із двох енантіомерів — (S)-флурбіпрофену та (R)-флурбіпрофену, із яких більшу активність має (S)-ізомер. Флурбіпрофен уперше синтезований у Великій Британії у лабораторії компанії «Boots pharmaceuticals» у 1965 році та допущений у клінічну практику в 1977 році. В Україні препарат зареєстрований в 2009 році.

## Фармакологічні властивості
Флурбіпрофен — синтетичний препарат, що є по хімічній структурі похідним пропіонової кислоти та належить до групи нестероїдних протизапальних препаратів. За своїм хімічним складом є рацематом двох енантіомерів, із яких більшу фармакологічну активність має S-ізомер. Механізм дії препарату, як і інших представників групи нестероїдних протизапальних препаратів, полягає у інгібуванні ферменту циклооксигенази, яка забезпечує перетворення арахідонової кислоти у простагландини. Флурбіпрофен має помірну селективність до циклооксигенази 1 типу (ЦОГ-1), та незначно впливає на циклооксигеназу 2 типу (ЦОГ-2). Флурбіпрофен має виражені знеболювальні та протизапальні властивості як при пероральному, так і при місцевому застосуванні. Окрім того, флурбіпрофен може застосовуватися у вигляді очних крапель при різних офтальмологічних захворюваннях. Флурбіпрофен має здатність зменшувати нейропатичну біль, а також має хондропротекторні властивості. R-флурбіпрофен, який має нижчу протизапальну активність, проходить клінічні дослідження для вивчення можливості застосування цієї хімічної сполуки для лікування хвороби Альцгеймера, а також раку простати. Згідно клінічних даних, флурбіпрофен має вищий ризик побічних ефектів з боку травної системи за інші нестероїдні протизапальні препарати, хоча не всі дослідники погоджуються із цими даними.

### Фармакокінетика
Флурбіпрофен швидко та повністю всмоктується як при пероральному, так і при сублінгвальному застосуванні; максимальна концентрація препарату в крові досягається протягом 30—40 хвилин при сублінгвальному застосуванні та 1,5 годин при пероральному застосуванні. Флурбіпрофен практично повністю зв'язується з білками плазми крові. При пероральному застосуванні високі концентрації флурбіпрофену утримуються в синовіальній рідині. Флурбіпрофен проникає через плацентарний бар'єр та виділяється в грудне молоко. Метаболізується препарат у печінці з утворенням неактивних метаболітів. Виводиться препарат переважно нирками у вигляді метаболітів. Період напіввиведення препарату становить 3—6 годин.

## Показання до застосування
Флурбіпрофен перорально застосовується для лікування ревматологічних захворюваннь (ревматоїдного артриту, анкілозуючого спондилоартриту, остеоартрозу), для симптоматичного лікування захворювань опорно-рухового апарату та неускладнених травм, при болях у попереку, міозитах і невралгіях, а також при первинній альгодисменореї. Сублінгвально флурбіпрофен застосовується при інфекційно-запальних захворюваннях ротової порожнини та глотки як симптоматичний засіб для полегшення болю. У вигляді очних крапель флурбіпрофен може застосовуватися для попередження реактивного післяопераційного запального процесу та лазерного лікування та попередження міозу під час операції.

## Побічна дія
При місцевому застосуванні флурбіпрофену можуть спостерігатися переважно побічні ефекти, пов'язані з місцевою подразнювальною дією препарату та алергічні реакції у вигляді бронхоспазму, задишки, свербіння шкіри, кропив'янки, рідше синдром Стівенса-Джонсона, синдром Лаєлла, набряк Квінке та анафілактичні реакції.
При застосуванні флурбіпрофену перорально можуть спостерігатися такі ж побічні ефекти, які характерні для більшості нестероїдних протизапальних препаратів. Найчастіше це побічні ефекти з боку травної системи — нудота, блювання, печія, запор, діарея, біль у животі, метеоризм, загострення виразкової хвороби, шлунково-кишкові кровотечі, перфорація кишечника, гастрит, виразковий стоматит, загострення неспецифічного виразкового коліту та хвороби Крона, порушення функції печінки. З боку нервової системи найчастіше спостерігається головний біль, рідше головокружіння, сонливість або безсоння, депресія, підвищена збудливість, асептичний менінгіт. З боку серцево-судинної системи зрідка може спостерігатися артеріальна гіпертензія, тахікардія, серцева недостатність. З боку сечовидільної системи рідко можуть спостерігатися інтерстиційний нефрит, гостра ниркова недостатність, набряковий синдром, папілярний некроз. У лабораторних аналізах зрідка можуть спостерігатися анемія (у тому числі гемолітична та апластична), лейкопенія, тромбоцитопенія, панцитопенія, агранулоцитоз.

## Протипокази
Флурбіпрофен протипоказаний при підвищеній чутливості до препарату та інших нестероїдних протизапальних препаратів, загостренні виразкової хвороби шлунку та дванадцятипалої кишки, шлунково-кишковій кровотечі або при схильності до кровотеч іншого генезу, виражених порушеннях функції печінки та нирок, важкій серцевій недостатності, бронхіальній астмі у поєднанні з вазомоторним ринітом, вагітності та годуванні грудьми. Флурбіпрофен не рекомендований дітям молодшим 12 років.

## Форми випуску
Флурбіпрофен випускається у вигляді таблеток для перорального застосування по 0,05 та 0,1 г; ректальних суппозиторіїв по 0,1 г та льодяників для сублінгвального застосування по 8,75 мг.